# Frank Bialowas
Francis Michael Bialowas, dit Frank Bialowas (né le 25 septembre 1970 à Winnipeg, dans la province du Manitoba au Canada) est un joueur professionnel canadien de hockey sur glace,.

## Carrière de joueur
Joueur robuste qui reçut le surnom « The Animal » au début de sa carrière. Il joue chez les professionnels pour une première fois avec les Rebels de Roanoke Valley dans l'ECHL au début des années 1990. Lors de sa seconde saison, il signe un premier contrat avec un club de la Ligue nationale de hockey soit les Maple Leafs de Toronto.
Il n'y joue que 4 parties au cours de son séjour de trois saisons dans l'organisation torontoise. Il joue ensuite pour les Pirates de Portland puis avec les Phantoms de Philadelphie où il remporte une Coupe Calder lors de la saison 1997-98. Au terme de la saison 1999-00, il annonce sa retraite.
Il remet ses patins en 2004-05 pour quelques parties avec le Saint-François de Sherbrooke au Québec puis quelques-unes avec les Trashers de Danbury dans la United Hockey League. Le même scénario se reproduit la saison suivante mais il raccroche définitivement ses patins fin 2006.

## Statistiques
| Saison     | Équipe                       | Ligue      |    | Saison régulière | Saison régulière | Saison régulière | Saison régulière | Saison régulière |   | Séries éliminatoires | Séries éliminatoires | Séries éliminatoires | Séries éliminatoires | Séries éliminatoires |
| Saison     | Équipe                       | Ligue      | PJ | B                | A                | Pts              | Pun              | PJ               | B | A                    | Pts                  | Pun                  |                      |                      |
| 1987-1988  | Bruins d'Estevan             | LHJS       | 58 | 8                | 12               | 20               | 161              | -                | - | -                    | -                    | -                    |                      |                      |
| 1988-1989  | Flyers de Winkler            | MJHL       |    |                  |                  |                  |                  |                  |   |                      |                      |                      |                      |                      |
| 1989-1990  | North Stars de Kildonan      | MJHL       | 43 | 6                | 12               | 18               | 223              | -                | - | -                    | -                    | -                    |                      |                      |
| 1990-1991  | Flyers de Winkler            | MJHL       | 26 | 2                | 9                | 11               | 153              | -                | - | -                    | -                    | -                    |                      |                      |
| 1991-1992  | Rebels de Roanoke Valley     | ECHL       | 23 | 4                | 2                | 6                | 150              | 3                | 0 | 0                    | 0                    | 4                    |                      |                      |
| 1992-1993  | Renegades de Richmond        | ECHL       | 60 | 3                | 18               | 21               | 261              | 1                | 0 | 0                    | 0                    | 2                    |                      |                      |
| 1992-1993  | Maple Leafs de Saint-Jean    | LAH        | 7  | 1                | 0                | 1                | 28               | 1                | 0 | 0                    | 0                    | 0                    |                      |                      |
| 1993-1994  | Maple Leafs de Saint-Jean    | LAH        | 69 | 2                | 8                | 10               | 352              | 7                | 0 | 3                    | 3                    | 25                   |                      |                      |
| 1993-1994  | Maple Leafs de Toronto       | LNH        | 4  | 0                | 0                | 0                | 12               | -                | - | -                    | -                    | -                    |                      |                      |
| 1994-1995  | Maple Leafs de Saint-Jean    | LAH        | 51 | 2                | 3                | 5                | 277              | 4                | 0 | 0                    | 0                    | 12                   |                      |                      |
| 1995-1996  | Pirates de Portland          | LAH        | 65 | 4                | 3                | 7                | 211              | 7                | 0 | 0                    | 0                    | 42                   |                      |                      |
| 1996-1997  | Phantoms de Philadelphie     | LAH        | 67 | 7                | 6                | 13               | 254              | 6                | 0 | 2                    | 2                    | 41                   |                      |                      |
| 1997-1998  | Phantoms de Philadelphie     | LAH        | 65 | 5                | 7                | 12               | 259              | 19               | 0 | 0                    | 0                    | 26                   |                      |                      |
| 1998-1999  | Phantoms de Philadelphie     | LAH        | 24 | 0                | 3                | 3                | 42               | -                | - | -                    | -                    | -                    |                      |                      |
| 1998-1999  | Pirates de Portland          | LAH        | 6  | 0                | 0                | 0                | 10               | -                | - | -                    | -                    | -                    |                      |                      |
| 1998-1999  | Ice d'Indianapolis           | LIH        | 16 | 1                | 0                | 1                | 27               | 2                | 0 | 0                    | 0                    | 6                    |                      |                      |
| 1999-2000  | Bears de Hershey             | LAH        | 40 | 4                | 3                | 7                | 65               | 8                | 1 | 0                    | 1                    | 32                   |                      |                      |
|            |                              |            |    |                  |                  |                  |                  |                  |   |                      |                      |                      |                      |                      |
| 2004-2005  | Saint-François de Sherbrooke | LNAH       | 5  | 0                | 0                | 0                | 36               | -                | - | -                    | -                    | -                    |                      |                      |
| 2004-2005  | Trashers de Danbury          | UHL        | 5  | 0                | 0                | 0                | 78               | -                | - | -                    | -                    | -                    |                      |                      |
| 2005-2006  | Saint-François de Sherbrooke | LNAH       | 4  | 0                | 0                | 0                | 27               | -                | - | -                    | -                    | -                    |                      |                      |
| 2005-2006  | Trashers de Danbury          | UHL        | 1  | 0                | 0                | 0                | 0                | -                | - | -                    | -                    | -                    |                      |                      |
| Totaux LNH | Totaux LNH                   | Totaux LNH | 4  | 0                | 0                | 0                | 12               | -                | - | -                    | -                    | -                    |                      |                      |